# Chiesa della Natività di Maria Santissima (Garlenda)
La chiesa di Natività di Maria Santissima è un luogo di culto cattolico situato nel comune di Garlenda, in via Lerrone, in provincia di Savona. La chiesa è sede della parrocchia omonima della diocesi di Albenga-Imperia.

## Storia e descrizione

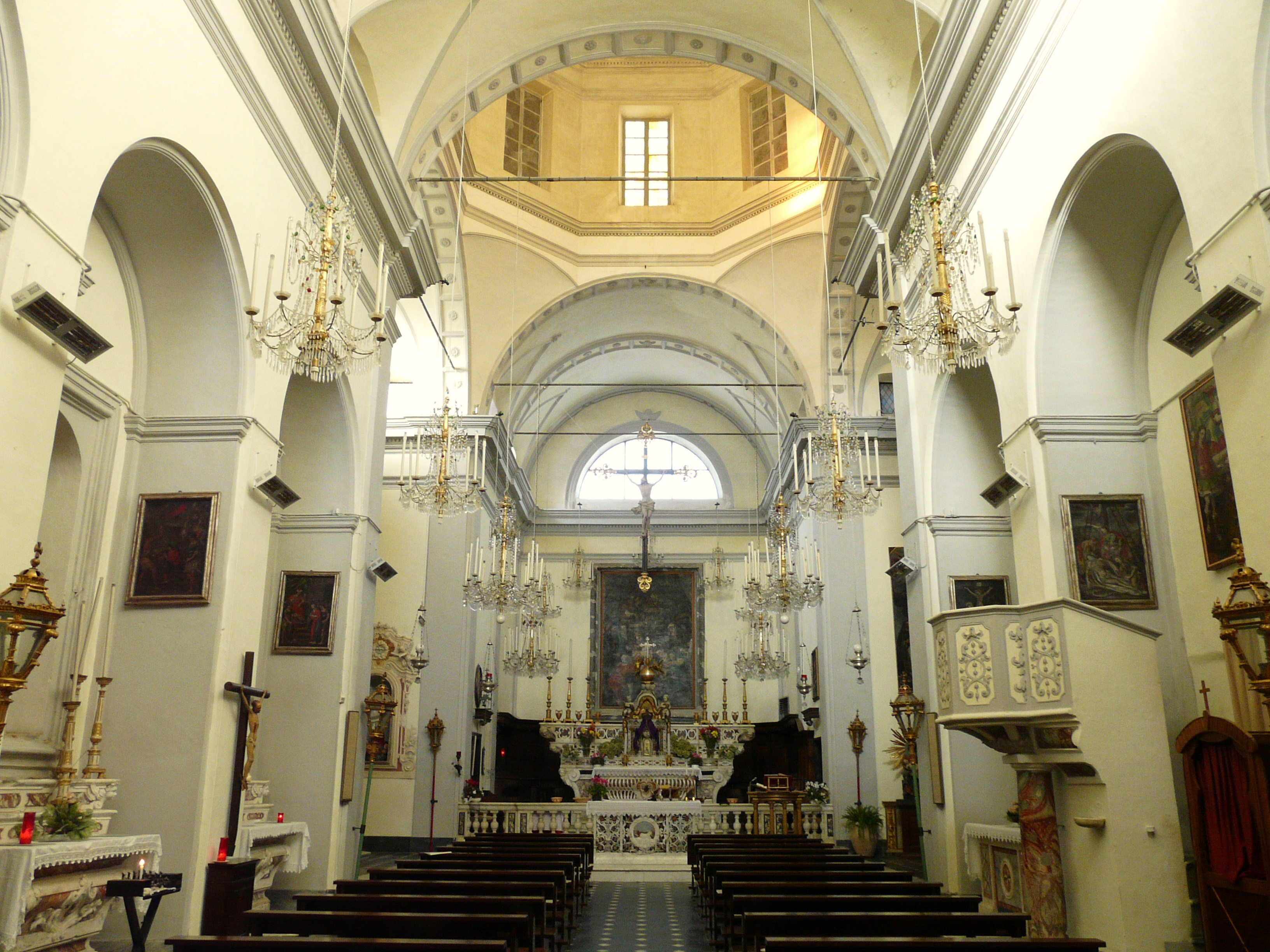
La navata della chiesa

Già anticamente, sul luogo dell'attuale parrocchiale, esisteva un edificio di culto intitolato a santa Maria di Nadda che, pur non avendo fonti certe sulla sua data di fondazione, venne citata per la prima volta in un documento del 4 aprile 1251.
Per motivazioni sconosciute, questo edificio che fu la prima parrocchiale di Garlenda venne completamente demolito per dare spazio alla nuova struttura; la prima pietra, alla presenza del vescovo di Albenga Pier Francesco Costa, venne posta il 20 giugno 1627. L'opera di costruzione terminò nel corso del 1634.
La nuova chiesa, intitolata alla Natività di Maria Santissima, ha una struttura barocca ad unica navata e a croce latina e un ampio presbiterio a coro.

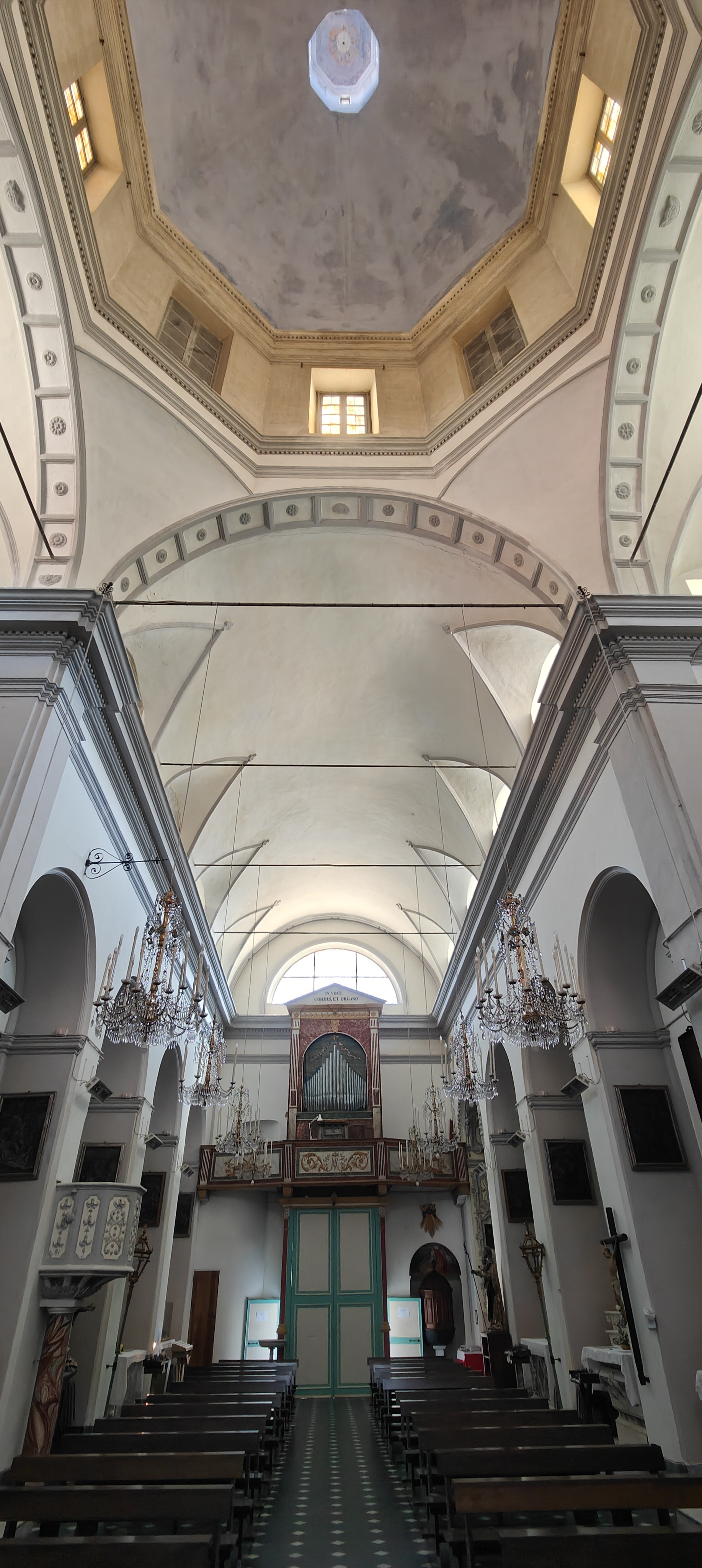
Vista interna dall'altare: l'organo sopra l'entrata, le volte e l'interno cupola. A sinistra l'antico pulpito

Tra le opere d'arte pittoriche conservate vi sono una pala d'altare raffigurante la Natività della Vergine e il Martirio di sant'Erasmo, entrambe donate alla parrocchiale dalla famiglia Costa - cui apparteneva il feudo garlendino - attraverso l'interessamento del mecenate e cultore d'arte Ottavio Costa. Tra le sculture un crocifisso ligneo risalente al XV secolo e la statua della Madonna del Rosario, quest'ultima opera della scuola genovese di Anton Maria Maragliano.